# Wieża Idei Dżucze
Wieża Idei Dżucze, zwana też Płomieniem Idei Dżucze (kor. 주체사상탑) – pomnik znajdujący się w Pjongjangu w Koreańskiej Republice Ludowo-Demokratycznej. Usytuowana jest na południowym brzegu rzeki Taedong-gang, naprzeciw znajdującego się po drugiej stronie tej rzeki Placu Kim Ir Sena. Powstała w 1982, aby upamiętnić 70. rocznicę urodzin Kim Ir Sena. Ceremonia odsłonięcia odbyła się 15 kwietnia 1982, w dniu 70. urodzin „Wielkiego Przywódcy”. Pomysł stworzenia monumentu oficjalnie przypisuje się Kim Dzong Ilowi, jednak wywiady z byłymi północnokoreańskimi urzędnikami zdały się świadczyć przeciwko tej tezie. Nazwa wieży pochodzi od Idei Dżucze, wymyślonej przez Kim Ir Sena mieszanki autarkii, izolacjonizmu, marksizmu-leninizmu i koreańskiego tradycjonalizmu. 
170-metrowa konstrukcja, której kompozycja przedstawia płonący znicz, składa się z wysokiej na 150 m czworobocznej zwężającej się ku górze iglicy zbudowanej z 25550 granitowych bloków (365x70, jeden na każdy dzień życia Kim Ir Sena, wyłączając dni dodatkowe lat przestępnych), pokrytej białym kamieniem z siedemdziesięcioma podziałkami, oznaczającymi lata życia koreańskiego przywódcy (jest to najwyższa na świecie budowla granitowa), oraz 20-metrowego, ważącego 45 ton, wykonanego z pomalowanego na czerwono metalu płomienia (symbolizującego światło, jakie niesie Idea Dżucze). Na wieży znajduje się platforma widokowa.
U podstawy umieszczono rocznicową tablicę pamiątkową wychwalającą Kim Ir Sena, filozofię Dżucze oraz rzekomo panujące w Korei wolność oraz dobrobyt.
Według dostępnych informacji została zbudowana w 35, a wykończona w 76 dni. Jest drugim co do wysokości obiektem w mieście po Hotelu Ryugyŏng.
Przypuszczało się, że projekt w dużym stopniu opierano na Pomniku Waszyngtona, który wieża przewyższa o niecały metr. W architekturze monumentu daje się również zauważyć elementy tradycyjnie koreańskie.
W pobliżu wieży wzniesiono wysoką na 30 m statuę, składająca się z trzech postaci – jednej dzierżącej młot, drugiej trzymającej sierp, oraz trzeciej z piórem w dłoni (wizerunki kolejno: wyidealizowanego robotnika, rolnika i „pracującego intelektualisty”, inspirowane radziecką rzeźbą Robotnik i kołchoźnica). Kompozycja i atrybuty postaci nawiązują do symboli znajdujących się na fladze Koreańskiej Partii Pracy.
Wieżę otacza także sześć niższych (10 m) pomników symbolizujących inne aspekty ideologii Kim Ir Sena oraz różnego rodzaju pawilony i fontanny. Nieopodal znajduje się również mur 82 „tablic przyjaźni”, przypuszczalnie pochodzących od zagranicznych sponsorów. Najbardziej zasłużonych dla budowy monumentu, na przykład wieloletniego sojusznika Kim Dzong Ila, Omara Bongo, uhonorowano specjalnymi tablicami umieszczonymi u podnóża wieży. 
Uważa się, że wieża i jej okolice stały się popularnym miejscem tak wśród Koreańczyków, jak i nielicznych odwiedzających kraj turystów – jeśli wierzyć Koreańskiej Centralnej Agencji Prasowej, od czasu otwarcia odwiedziło ją ponad dwa miliony zwiedzających.
Monument otaczają reflektory służące do oświetlenia konstrukcji w nocy i chociaż Pjongjang często dotykają braki prądu, wieża jest zawsze jasno oświetlona jako ważny symbol ideologiczny.